# 7277 Клас
7277 Клас (7277 Klass) — астероїд головного поясу, відкритий 4 вересня 1983 року.
Тіссеранів параметр щодо Юпітера — 3,367.